# 第36軍 (日本陸軍)
第36軍（だいさんじゅうろくぐん）是大日本帝国陸軍的军之一。

## 沿革
第二次世界大战末期，由于失去作为绝对国防圈要冲的塞班岛，1944年（昭和19年）7月21日组建了第36軍，并视其为本土决战的“决胜兵团”，拥有从関東軍中抽调出来的精锐坦克师团。
本土决战汲取了塞班岛战役的教训，将阵地构筑在舰炮射击的射程范围之外的内陆部（以宇都宮为中心，栃木县一带），采用将侵略进攻的美军诱敌深入并将其消灭的做法，最初的屯驻地是在枥木县。
然而，1945年（昭和20年）6月由于作战策略发生重大转变为水面决战，为了可以对美军的预期登陆地九十九里濱以及相模湾附近迅速发起进攻而转移至埼玉县浦和，准备与同盟國軍进行本土决战，但尚未交战日本軍就已经无条件投降。

## 軍概要

### 司令官
- 上村利道中将（陸士22期）：1944年（昭和19年）7月18日 - 終戦

### 参謀長
- 石井正美少将（陸士30期）：1944年（昭和19年）7月18日 - 1945年（昭和20年）2月1日
- 德永鹿之助少将（陸士32期）：1945年（昭和20年）2月1日 - 終战

### 最終司令部構成
- 司令官：上村利道中将
- 参謀長：徳永鹿之助少将
- 高級参謀：大槻章大佐
- 高級副官：西岡公平中佐

### 最終所属部隊
- 第81师团
- 第93师团
- 第201师团
- 第202师团
- 第206师团
- 第214师团
- 战车第1师团
- 战车第4师团
- 海上機動第4旅团

砲兵部隊
- 独立山砲兵第8連隊：高橋荣吉中佐
- 独立山砲兵第17連隊：吉田吉中佐
- 独立機関銃第21大隊
- 独立速射砲第27大隊：神崎祐司大尉

迫撃砲大隊　 　
- 迫撃砲第7大隊：服部隆雄少佐
- 迫撃砲第8大隊
- 迫撃砲第9大隊
- 迫撃砲第10大隊
- 迫撃砲第11大隊
- 迫撃砲第23大隊：桜田四郎少佐
- 迫撃砲第32大隊

工兵部隊 　 　 　
- 独立工兵第62大隊（最終位置：松戸）
- 独立工兵第88大隊
- 独立工兵第101大隊
- 独立工兵第102大隊

通信部隊　 　 　
- 電信第6連隊：高井太朗中佐